# La Soledad, Loreto
La Soledad är en ort i Mexiko.   Den ligger i kommunen Loreto och delstaten Zacatecas, i den centrala delen av landet, 400 km nordväst om huvudstaden Mexico City. La Soledad ligger 2 146 meter över havet och antalet invånare är 157.
Terrängen runt La Soledad är platt åt nordost, men åt sydväst är den kuperad. Runt La Soledad är det ganska glesbefolkat, med 21 invånare per kvadratkilometer. Närmaste större samhälle är Loreto, 17,5 km väster om La Soledad. Trakten runt La Soledad består till största delen av jordbruksmark.